# O Gênio do Crime
O Gênio do Crime (subtítulo: Uma História em São Paulo) é o primeiro livro de João Carlos Marinho. Mantém-se um sucesso editorial há 40 anos (mais de 1 milhão de exemplares vendidos em 62 edições) e é citado como uma das referências fundamentais da literatura infanto-juvenil brasileira por especialistas e por outros escritores consagrados do gênero, como Ruth Rocha e Ana Maria Machado. É o mais famoso dos livros da Turma do Gordo.
Lançado em 1969 pela editora Brasiliense, foi depois incorporado ao catálogo da editora Global, que publicou a maioria de suas atuais 62 edições. Antes da Global, foi também publicado pelas editoras Obelisco e Círculo do Livro (nesta, numa edição conjugada com outros dois títulos do autor, Caneco de Prata e Sangue Fresco). Por muitos anos também circulou em edição de bolso da Ediouro.
Em 2006, foi publicado em espanhol com o título El Génio del Crímen. Foi adaptado para o cinema em 1973 pelo diretor Tito Teijido, com o título O Detetive Bolacha contra o Gênio do Crime.

## Personagens
- Bolachão: É o mais inteligente, embora só quando quer. Tem pais ricos, um cachorro chamado Pirata e namora com Berenice mesmo ela sendo 2 anos mais nova que ele.
- Edmundo: Amigo de Bolachão e Pituca, se mostra o mais valente da turma, e visto como protagonista na maior parte do tempo, junto com Bolachão.
- Pituca: Amigo de Edmundo e Bolachão. O mais extrovertido da turma porém, um dos menos inteligentes.
- Berenice: É a namorada do gordo, dois anos mais nova e é a única menina da sala dela.
- Seu Tomé: É o dono da fábrica de figurinhas Escanteio. (Nome da fábrica)
- Mister jonh: É o detetive escocês contratado para resolver o caso. É chamado de "Detetive Invicto" pois sempre foi o primeiro a desvendar os crimes e mistérios.

## Enredo
O livro conta a história de Seu Tomé, proprietário de uma fábrica de figurinhas de futebol. Existem as figurinhas fáceis e as difíceis, fabricadas em menor quantidade. Quem enche o álbum ganha prêmios realmente bons. Mas surge uma fábrica clandestina que fabrica as figurinhas mais desejadas, as difíceis, e as vende livremente. O número de álbuns cheios aumenta e seu Tomé não tem mais capacidade de dar a todos os prêmios por completarem o álbum. Há uma revolta de crianças por não ganharem os prêmios merecidos. Edmundo, Pituca e Bolachão e Berenice, entram em cena para descobrir a fábrica clandestina. Tem início, assim, as "Aventuras da Turma do Gordo". Acontece que o dono da fábrica clandestina é chefiada por um anão que se acha um verdadeiro gênio do crime. Durante a investigação, Edmundo é agredido por um cambista e o Gordo se machuca ao perseguir o agressor. Seu Tomé então contrata o mais famoso detetive particular existente na época, um detetive escocês, invicto em suas investigações, nunca ficara sem resolver um caso. Mas a Turma do Gordo, não se dá por vencida e continua no caso por conta própria.

## Crítica
Emoção na medida certa, foi o nome do artigo publicado no Jornal da Tarde de 26 de junho de 1987, subscrito pela escritora Viviana de Assis Viana. Para ela, só há um jeito de não ler o livro: é não começar. A linguagem do autor nada falta nem sobra, parece cronometrada para emocionar na medida certa. Basta começar o primeiro capítulo das aventuras incríveis dessas crianças, para começar o processo, contagiante e contagioso, que toma conta do leitor, transformando-o num indivíduo mais rico e mais feliz interiormente. Um indivíduo de alma lavada, como se costuma dizer. Resultado da obra quase mágica do autor que enriquece o leitor. Personagens e fatos misturam-se e cruzam-se rápida e misteriosamente em ritmo crescente. Tudo isso faz a leitura deste livro imprescindível, para não dizer obrigatória, para jovens e adultos exigentes, acostumados ao compasso alucinante dos computadores ou fiéis à sintonia antiga dos realejos. Não é demais lembrar que o livro em questão recebeu o Prêmio Melhor Obra Mercedez-Benz de Literatura Juvenil em 1988